# 科特利亞里夫斯凱
48°11′8″N 35°38′1″E / 48.18556°N 35.63361°E
科特利亞里夫斯凱（烏克蘭語：Котлярівське）是烏克蘭第聶伯羅彼得羅夫斯克州錫內利尼科韋區的村莊，處於中捷爾薩河右岸，分別距離米羅柳比夫卡0.5公里和大米哈伊利夫卡2公里，海拔高度112米，2001年人口139。